# Vía alternativa de síntesis de andrógenos

Fig. 1. Diagrama esquemático de las vías canónica (izquierda), de puerta trasera (centro) y de puerta trasera 11-oxi (derecha) de la biosíntesis de andrógenos.

La vía alternativa de síntesis de andrógenos o vía de puerta trasera (Androgen backdoor pathway) es responsable de la síntesis de andrógenos fisiológicamente relevantes. Este proceso comienza con esteroides de 21 carbonos (C
21), también conocidos como pregnanos, e implica un paso denominado "5α-reducción". Cabe destacar que esta vía no requiere la formación intermedia de testosterona, de ahí que en la literatura médica se utilice a veces el término "evitar la testosterona" (bypassing en inglés) como característica distintiva de esta forma de biosíntesis de andrógenos. Esta característica es una distinción clave de la vía androgénica convencional y canónica, que necesita la participación de la testosterona como intermediario en la síntesis de andrógenos.
Estas vías androgénicas alternativas desempeñan un papel crucial en el desarrollo sexual masculino temprano. En individuos con hiperplasia suprarrenal congénita debida a deficiencias enzimáticas como la 21-hidroxilasa o la deficiencia de citocromo P450 oxidorreductasa, estas vías pueden activarse a cualquier edad con un aumento de los niveles de precursores como la progesterona o la 17α-hidroxiprogesterona. Esta activación puede provocar síntomas de hiperandrogenismo como acné, hirsutismo, síndrome de ovario poliquístico o agrandamiento de la próstata.
En la vía canónica, la dihidrotestosterona se sintetiza directamente a partir de la testosterona mediante la enzima 5α-reductasa, principalmente en tejidos como la próstata, los folículos pilosos y la piel. Ambas vías dependen de la 5α-reductasa, pero en la vía de la puerta trasera de los andrógenos, esta enzima actúa sobre los esteroides C21 (pregnanos), iniciando una serie de reacciones químicas que finalmente conducen a la producción de dihidrotestosterona. En cambio, en la vía canónica, la 5α-reductasa se dirige al doble enlace 4,5 de la testosterona, produciendo dihidrotestosterona directamente.
La vía de la puerta trasera se describió inicialmente como una ruta biosintética en la que la 5α-reducción de la 17α-hidroxiprogesterona conduce en última instancia a la dihidrotestosterona. Desde entonces, se han descubierto varias otras vías que conducen a andrógenos 11-oxigenados que también son fisiológicamente significativos.

## Función
Los andrógenos que se unen al receptor androgénico y lo activan tienen numerosas funciones fisiológicas que pueden dividirse a grandes rasgos en androgénicas (desarrollo sexual masculino) y anabólicas (desarrollo muscular y óseo). Los efectos anabólicos son importantes tanto en hombres como en mujeres, aunque las mujeres tienen niveles circulantes de andrógenos más bajos. Los andrógenos fisiológicamente más importantes son la testosterona (T) y la dihidrotestosterona (DHT), que se consideran andrógenos clásicos porque su función en la salud humana se descubrió en la década de 1930. Sin embargo, mucho más tarde, en la década de 2010, se estableció el papel en la salud humana de los andrógenos 11-oxigenados, es decir, de la 11-cetotestosterona (11KT) y la 11-cetodihidrotestosterona (11KDHT), que se unen y activan el receptor androgénico humano con afinidades, potencias, y eficacias que son similares a la de la testosterona (T) y DHT, respectivamente, aunque los andrógenos 11-oxigenados eran conocidos desde hace tiempo por ser los principales andrógenos en peces teleósteos.
La principal ruta bioquímica hacia la T y la DHT es la vía canónica (clásica) que procede de la pregnenolona (P5). Alternativamente, la DHT pero no la T puede producirse a través de una vía secundaria que procede de la 17α-hidroxiprogesterona (17OHP) o progesterona (P4). La función de las vías secundarias de andrógenos es producir andrógenos fisiológicamente significativos en condiciones normales en las que la vía convencional es insuficiente, como en la diferenciación sexual masculina temprana.La diferenciación sexual es un proceso por el que las hormonas determinan el fenotipo anatómico, principalmente el desarrollo de los órganos reproductores. La DHT es la hormona androgénica más importante y es un producto tanto de la vía canónica como de la vía backdoor. Además, la 11KDHT, pero no la 11KT, puede biosintetizarse a partir de la vía backdoor C11-oxi a partir de la progesterona (P4).Estos andrógenos C11-oxi pueden contribuir a la patología de la hiperplasia suprarrenal congénita, el síndrome de ovario poliquístico y el cáncer de próstata.
La vía de la puerta trasera de los andrógenos se activa durante el desarrollo prenatal normal y conduce a la diferenciación sexual masculina temprana.  La dihidrotestosterona sintetizada por esta vía desempeña un papel fundamental en el desarrollo de los caracteres sexuales masculinos, incluida la diferenciación y maduración de los genitales externos masculinos, la glándula prostática y otras estructuras reproductivas masculinas.  Al eludir los intermediarios convencionales (A4 y T), esta vía garantiza el desarrollo oportuno y adecuado de los caracteres sexuales masculinos en etapas embrionarias y fetales tempranas. Tanto la vía canónica como la vía de la puerta trasera son esenciales en el desarrollo embrionario masculino normal.  Una alteración en la vía de la puerta trasera puede conducir a una diferenciación sexual masculina incompleta o alterada.Las consecuencias específicas pueden variar en función de la naturaleza y el alcance de la alteración y pueden dar lugar a trastornos como genitales ambiguos u otros  trastornos del desarrollo sexual (DSD), en los que las características físicas y sexuales del individuo no se alinean claramente con las típicas masculinas, es decir, la subvirilización de los bebés varones.La subvirilización se refiere al desarrollo insuficiente de las características masculinas debido a los efectos inferiores a lo normal de los andrógenos durante el desarrollo prenatal. Después del nacimiento, puede manifestarse como genitales masculinos marcadamente subdesarrollados.
La vía secundaria de la biosíntesis de DHT de 17OHP a DHT se describió por primera vez en los marsupiales y posteriormente se confirmó en humanos.Tanto la vía canónica como la secundaria de la biosíntesis de DHT son necesarias para el desarrollo normal de los genitales masculinos en humanos. Por lo tanto, los defectos en la vía secundaria de 17α-hidroxiprogesterona (17OHP) o progesterona (P4) a DHT conducen a la subvirilización en fetos masculinos porque la P4 placentaria es el precursor de DHT a través de la vía secundaria.
En la deficiencia de 21-hidroxilasa o la deficiencia de citocromo P450 oxidorreductasa, incluso un aumento leve de los niveles circulantes de P4 o 17-OHP puede activar esta vía, independientemente de la edad y el sexo del paciente.

## Mecanismo

### Señalización androgénica
El mecanismo de respuesta androgénica implica la unión de andrógenos a receptores androgénicos en el citoplasma, que luego se trasladan al núcleo y controlan la transcripción de genes mediante la interacción con regiones específicas del ADN denominadas elementos de respuesta androgénica. Este mecanismo de respuesta desempeña un papel crucial en la diferenciación sexual masculina y en la pubertad, así como en otros tipos de tejidos y procesos, como la glándula prostática (regula las funciones secretoras), los folículos pilosos (los andrógenos influyen en los patrones de crecimiento del pelo), la piel (los andrógenos regulan la producción de sebo y el engrosamiento y maduración de la piel) y los músculos (contribuyen al desarrollo y mantenimiento de la masa y la fuerza muscular).
Los distintos andrógenos tienen diferentes efectos sobre los receptores androgénicos porque tienen diferentes grados de unión y activación de los receptores. Los andrógenos fisiológicamente significativos son aquellos andrógenos que tienen una fuerte influencia en el desarrollo y funcionamiento de los caracteres sexuales masculinos, a diferencia de los andrógenos fisiológicamente insignificantes, que tienen una baja actividad biológica o se metabolizan rápidamente en otros esteroides. Los andrógenos fisiológicamente insignificantes no tienen una influencia notable en el desarrollo y funcionamiento de los caracteres sexuales masculinos o femeninos, pueden ser productos del metabolismo de andrógenos más activos, como la testosterona (T), o de sus precursores.

### Biosíntesis de andrógenos

Figura 2. Numeración de los átomos de carbono en un núcleo esteroide prototípico Numeración de los átomos de carbono en un núcleo esteroide prototípico.

Las vías de retroceso de andrógenos son vitales para crear andrógenos a partir de esteroides de 21 carbonos (C21), conocidos como pregnanos. Un esteroide de 21 carbonos es una molécula de esteroides con 21 átomos de carbono, por lo tanto, su fórmula química contiene C21. Por ejemplo, la fórmula química de la progesterona es C21H30O2. Es por eso que los esteroides de 21 átomos de carbono se denominan C21-esteroides, los esteroides de 19 átomos de carbono se denominan C19 esteroides, y así sucesivamente. Las vías secundarias de andrógenos ocurren sin la participación de testosterona (T) y/o androstenediona (A4), que son parte de la vía androgénica convencional, canónica (clásica).
En las vías canónicas de la biosíntesis de andrógenos, la DHT se sintetiza a partir de la T mediante 5α-reducción, de modo que la 5α-reducción de la T, un esteroide C19, es el último paso de la vía (véase Dihidrotestosterona § Biosíntesis). En las vías secundarias, por el contrario, la 5α-reducción de los esteroides C21 es el primer paso. La 5α-reducción es una reacción química en la que un grupo funcional unido al carbono en la posición 5α del núcleo del esteroide se reduce, y un doble enlace entre los átomos de carbono numerados 4 y 5 (ver § Figura 2) en la molécula de esteroide se sustituye por el enlace simple en una reacción química catalizada por la enzima SRD5A1 (ver ejemplos en la § Figura 3 denotados por flechas marcadas por "SRD5A1" en el recuadro cuadrado).
Las vías secundarias androgénicas también pueden activarse en condiciones patológicas (enfermedades), como la hiperplasia suprarrenal congénita (HSC), que conduce al hiperandrogenismo.

## Bioquímica

### Biosíntesis canónica

Figura 3. Vías canónicas (izquierda) frente a vías secundarias (derecha) de la biosíntesis de andrógenos. Vías canónicas (izquierda) frente a vías secundarias (derecha) de la biosíntesis de andrógenos. Pasos clave de reducción 5α (catalizados por SRD5A1/2/3) resaltados en rosa.

En la vía canónica de biosíntesis de andrógenos, la dihidrotestosterona (DHT) se sintetiza irreversiblemente a partir de la testosterona (T) mediante la enzima 5α-reductasa, mientras que la T se sintetiza a partir del androstenediol (A5) o la androstenediona (A4), que son todos esteroides C19 (andrógenos). La 5α-reducción de la T se produce en varios tejidos, como los genitales (pene, escroto, clítoris, labios mayores), la glándula prostática, la piel, los folículos pilosos, el hígado y el cerebro. Alrededor del 5 al 7% de la T sufre una 5α-reducción a DHT en adultos varones. La mayor parte de la DHT se produce en tejidos periféricos como la piel y el hígado (denominados tejidos diana), mientras que la mayor parte de la DHT circulante se origina específicamente en el hígado. Los testículos y la próstata contribuyen relativamente poco a las concentraciones de DHT en circulación.

### Biosíntesis de puerta trasera
| Gen     | Vía enzimática                            | Vía enzimática          | Preferencia Direccional | Distribución Tisular                                      |
| ------- | ----------------------------------------- | ----------------------- | ----------------------- | --------------------------------------------------------- |
| AKR1C1  | 3α-HSD4                                   | Puerta trasera          | Reductor                | Hígado, testículos, pulmón, mama, útero, cerebro          |
| AKR1C2  | 3α-HSD3                                   | Puerta trasera          | Reductor                | Hígado, próstata, pulmón, útero, cerebro                  |
| AKR1C3  | 3α-HSD2                                   | Puerta trasera          | Reductor                | Próstata, mama, hígado, suprarrenales, testículos, pulmón |
| AKR1C4  | 3α-HSD1                                   | Puerta trasera          | Reductor                | Hígado >> suprarrenales/gónadas                           |
| HSD3B1  | 3β-HSD1                                   | Puerta trasera/Canónico | Oxidativo               | Testículos, suprarrenales, placenta                       |
| HSD3B2  | 3β-HSD2                                   | Puerta trasera/Canónico | Oxidativo               | Testículos, suprarrenales                                 |
| HSD17B3 | 17β-HSD3                                  | Puerta trasera/Canónico | Oxidativo               | Células de Leydig (testículos)                            |
| HSD17B6 | 17β-HSD6 (RoDH)                           | Puerta trasera          | Oxidativo               | Próstata                                                  |
| SRD5A1  | 5α-reductasa, tipo 1                      | Puerta trasera/Canónico | Reductor                | Amplia expresión tisular                                  |
| SRD5A2  | 5α-reductasa, tipo 2                      | Puerta trasera/Canónico | Reductor                | Próstata                                                  |
| SRD5A3  | 5α-reductasa, tipo 3                      | Puerta trasera/Canónico | Reductor                | Amplia expresión tisular                                  |
| StAR    | proteína reguladora aguda esteroidogénica | Puerta trasera/Canónico | N/A                     | Glándula suprarrenal y células de Leydig                  |
| CYP11A1 | P450scc                                   | Puerta trasera/Canónico | Oxidativo               | Glándula suprarrenal y testículos                         |
| CYP17A1 | Esteroide 17-alfa-hidroxilasa             | Puerta trasera/Canónico | Oxidativo               | Glándula suprarrenal y testículos                         |
| POR     | citocromo b5, P450 oxidorreductasa        | Puerta trasera/Canónico | N/A                     | Hígado, niveles más bajos en otros tejidos                |

Lo que distingue la vía backdoor de los andrógenos de la vía clásica es si la 5α-reducción inicia o termina la vía. En la vía de la puerta trasera, la 5α-reducción de la progesterona (P4) o de la 17α-hidroxiprogesterona (17OHP) se produce al principio o cerca del principio de la vía, respectivamente.Por el contrario, en la vía clásica, la 5α-reducción es el paso final, en el que la testosterona se convierte en dihidrotestosterona (DHT).
La vía de la puerta trasera se divide en dos subvías en P4, pasando por 17OHP o 5α-DHP antes de unirse de nuevo en 5α-Pdiol. El intermediario biosintético 5α-Pdiol a su vez se convierte en DHT en dos pasos químicos.

#### Subvía del 17OHP
El primer paso de esta vía es la 5α-reducción de 17OHP a 5α-pregnan-17α-ol-3,20-diona (referida como 17OHDHP o 17α-hidroxi-dihidroprogesterona).La reacción es catalizada por SRD5A1. La 17OHDHP se convierte entonces en 5α-pregnano-3α,17α-diol-20-ona (5α-Pdiol) vía 3α-reducción por una isoenzima 3α-hidroxiesteroide deshidrogenasa (AKR1C2 y AKR1C4)o HSD17B6, que también tiene actividad de 3α-reducción. La vía procede entonces del 5α-Pdiol de la misma manera que la vía que parte del P4, es decir, 5α-Pdiol → AST → 3α-diol → DHT.
La vía puede resumirse como: 17OHP → 17OHDHP → 5α-Pdiol → AST → 3α-diol → DHT.

#### Subvía del 5α-DHP
La vía de la progesterona (P4) a la DHT es similar a la descrita anteriormente de 17OHP a DHT, pero el sustrato inicial para la 5α-reductasa es P4 en lugar de 17OHP. La P4 placentaria en el feto masculino es la materia prima, es decir, un punto de partida, el sustrato inicial, para la vía de la puerta trasera que se encuentra operando en múltiples tejidos no gonadales.
El primer paso en esta vía es la 5α-reducción de P4 hacia 5α-dihidroprogesterona (5α-DHP) por SRD5A1. 5α-DHP es entonces convertida a alopregnanolona (AlloP5) vía 3α-reducción por AKR1C2 o AKR1C4.AlloP5 se convierte entonces en 5α-Pdiol por la actividad 17α-hidroxilasa de CYP17A1.5α-Pdiol también se conoce como 17α-hidroxiallopregnanolona o 17OH-allopregnanolona.5α-Pdiol se convierte entonces en 5α-androstan-3α-ol-17-ona, también conocida como androsterona (AST) por la actividad 17,20-liasa de CYP17A1 que escinde una cadena lateral (enlace C17-C20) del núcleo esteroide, convirtiendo un esteroide C21 (un pregnano) en un esteroide C19 (un androstano o andrógeno). El AST es 17β-reducido a 5α-androstano-3α,17β-diol (3α-diol) por HSD17B3 o AKR1C3. El paso final es la 3α-oxidación del 3α-diol en los tejidos diana a DHT por una enzima que tiene actividad 3α-hidroxiesteroide oxidasa, como AKR1C2, HSD17B6, HSD17B10, RDH16, RDH5 y DHRS9. Esta oxidación no es necesaria en la vía androgénica clásica.La vía puede resumirse como: P4 → 5α-DHP → AlloP5 → 5α-Pdiol → AST → 3α-diol → DHT.

### Biosíntesis de la puerta trasera de andrógenos 11 oxigenados

Figura 4. Las vías secundarias de la progesterona o la 17α-hidroxiprogesterona a la 11-cetodihidrotestosterona (fondo rosa). Los dos grupos de esteroides se distinguen por la configuración del sustituyente del carbono 17 asociado a cuatro precursores distintos CYP17A1 cataliza la conversión de esteroides C 21 (pregnanos) a esteroides C 19 (androstanos). Algunas transformaciones que se supone que existen pero que aún no se ha demostrado que existan se representan con flechas punteadas. Algunas reacciones mediadas por CYP17A1 que transforman clases de andrógenos 11-oxigenados (recuadro gris) se omiten para mayor claridad. Los compuestos Δ5 que se transforman en compuestos Δ4 también se omiten para mayor claridad

Se conocen dos andrógenos 11-oxigenados fisiológica y clínicamente significativos, la 11-cetotestosterona (11KT) y la 11-cetodihidrotestosterona (11KDHT), que se unen y activan el receptor androgénico con afinidades, potencias y eficacias similares a las de la testosterona (T) y la DHT, respectivamente.
En cuanto a la 11β-hidroxitestosterona (11OHT) y la 11β-hidroxi-dihidrotestosterona (11OHDHT), la androgenicidad de estos esteroides es un punto de investigación. Aunque algunos estudios,sugieren que si bien la 11β-hidroxitestosterona (11OHT) y la 11β-hidroxi-dihidrotestosterona (11OHDHT) pueden no tener una actividad androgénica significativa como se creía que poseían, aún pueden ser precursores importantes de moléculas androgénicas. La importancia relativa de los andrógenos depende de su actividad, niveles circulantes y estabilidad. Se ha establecido que los esteroides 11β-hidroxiandrostenediona (11OHA4) y 11-cetoandrostenediona (11KA4) tienen una actividad androgénica mínima, pero siguen siendo moléculas importantes en este contexto, ya que actúan como precursores de andrógenos.
Sin embargo, de todos los andrógenos 11-oxigenados fisiológica y clínicamente significativos, sólo la 11KDHT (pero no la 11KT) se biosintetiza a través de una vía secundaria.
Las vías secundarias a los andrógenos 11-oxigenados pueden definirse a grandes rasgos como dos puntos de entrada de esteroides Δ4 (17OHP y P4, véase la figura 4) que pueden sufrir una secuencia común de varias transformaciones:
- 11β-hidroxilación de 17OHP o P4 por CYP11B1 en la corteza suprarrenal en 21dF o 11OHP4, respectivamente,[54][22]
- 5α-reducción por SRD5A1/SRD5A2,[54][22]
- escisión de una cadena lateral (enlace C17-C20) del núcleo del esteroide por la actividad 17,20-liasa de CYP17A1 que convierte un esteroide C21 en un esteroide C19,[54]
- 17β-reducción por AKR1C3 (un grupo funcional oxo (=O) en posición 17β sustituido al grupo funcional hidroxilo (-OH)),[54][22]
- reversible 11β-reducción/oxidación de la cetona/alcohol (un grupo funcional oxo (=O) o hidroxilo (-OH), respectivamente) por HSD11B1/HSD11B2.[54][22]
- reversible 3β-reducción/oxidación de la cetona/alcohol (un grupo funcional oxo (=O) o hidroxilo (-OH), respectivamente) por AKR1C2 o AKR1C4.[54][22][56]

## Importancia clínica

### Hiperplasia suprarrenal congénita.
En la hiperplasia suprarrenal congénita (HSC) debida a la deficiencia de 21-hidroxilasa o citocromo P450 oxidorreductasa (POR), los elevados niveles asociados de 17OHP resultan en el flujo a través de la vía de puerta trasera a DHT que comienza con la 5α-reducción de 17OHP.En las mujeres adultas, el exceso de andrógenos puede causar hirsutismo (crecimiento excesivo de vello), alopecia (pérdida de vello), irregularidades menstruales, infertilidad y síndrome de ovario poliquístico.En los hombres adultos, el exceso de andrógenos puede causar agrandamiento de la próstata, cáncer de próstata y reducción de la calidad del esperma. En adultos de ambos sexos, el exceso de andrógenos también puede causar alteraciones metabólicas, como resistencia a la insulina, dislipidemia, hipertensión y enfermedades cardiovasculares.En el feto, el exceso de andrógenos debido al exceso de 17OHP fetal en la HSC puede contribuir a la síntesis de DHT que conduce a la virilización genital externa en niñas recién nacidas con HSC. Los niveles de P4 también pueden estar elevados en la HSC,lo que conduce a un exceso de andrógenos a través de la vía secundaria de P4 a DHT. 17OHP y P4 también pueden servir como sustratos para los andrógenos 11-oxigenados en la HSC.
La masculinización de los genitales externos femeninos en un feto debido a la ingesta de ciertas hormonas exógenas por parte de la madre -la denominada virilización inducida por progestágenos- suele ser menos notable que en la hiperplasia suprarrenal congénita (HSC) y, a diferencia de la HSC, no causa virilización progresiva.
Se sabe que los niveles séricos de los esteroides C21 11-oxigenados: 21-deoxicorticosterona, también conocida como 11β-hidroxiprogesterona (11OHP4) y 21-deoxicortisol (21dF), están elevados tanto en las formas no clásicas como clásicas de HSC, y se han propuesto perfiles de cromatografía líquida-espectrometría de masas que incluyen estos esteroides para aplicaciones clínicas, incluido el cribado neonatal.Los pacientes con HSC clásica que recibían tratamiento con glucocorticoides tenían niveles séricos de esteroides C19 11-oxigenados elevados en comparación con los controles sanos. En pacientes con HSC con mal control de la enfermedad, los andrógenos 11-oxigenados permanecen elevados durante más tiempo que la 17OHP, por lo que sirven como un mejor biomarcador de la eficacia del control de la enfermedad.En varones con HSC, los niveles de andrógenos 11-oxigenados pueden indicar la presencia de tumores de resto suprarrenal testicular.

### Desarrollo del aparato reproductor
Para que los genitales masculinos se desarrollen adecuadamente en los seres humanos, tanto la vía clásica como la vía de la puerta trasera son esenciales como medios de biosíntesis de DHT.Las deficiencias en la vía de la puerta trasera que convierte 17OHP o P4 en DHT pueden dar lugar a la subvirilización del feto masculino. Esta subvirilización puede ocurrir porque la P4 placentaria actúa como un importante precursor de la DHT fetal específicamente dentro de la vía de la puerta trasera que no debe interrumpirse.
La subvirilización se refiere a una masculinización incompleta del feto masculino. Puede tener consecuencias como genitales ambiguos u órganos reproductores subdesarrollados, incluidos el pene y los testículos. Estas afecciones pueden repercutir en la fertilidad, la función sexual y también pueden afectar a la identidad de género general del individuo más adelante en la vida.
Un estudio de caso en el que participaron cinco individuos con un patrón cromosómico 46,XY (masculino) de dos familias reveló que su DSD, manifestado en un aspecto genital inusual, estaba causado por mutaciones en los genes AKR1C2 y/o AKR1C4. Estos genes están implicados exclusivamente en la vía secundaria de producción de dihidrotestosterona (DHT). Las mutaciones en el AKR1C3 y los genes implicados en la vía androgénica clásica se excluyeron como causas del aspecto genital atípico. Curiosamente, sus parientes femeninas con un patrón cromosómico 46,XX que tenían las mismas mutaciones presentaban características físicas y fertilidad normales. Aunque tanto la enzima AKR1C2 como la AKR1C4 son necesarias para la síntesis de DHT en una vía de puerta trasera, el estudio descubrió que las mutaciones en AKR1C2 sólo eran suficientes para la alteración. Sin embargo, estas variantes de AKR1C2/AKR1C4 que conducen a la DSD son raras y sólo se han descrito hasta ahora en esas dos familias. Este estudio de caso pone de relieve el papel de AKR1C2/4 en las vías androgénicas alternativas.
El síndrome de deficiencia aislada de 17,20-liasa debido a variantes en CYP17A1, citocromo b5 y POR también puede interrumpir la vía secundaria a DHT, ya que la actividad 17,20-liasa de CYP17A1 es necesaria tanto para la vía clásica como para la vía secundaria a andrógenos.Esta deficiencia poco frecuente puede provocar DSD en ambos sexos, siendo las niñas afectadas asintomáticas hasta la pubertad, cuando muestran amenorrea.
Los andrógenos 11-oxigenados pueden desempeñar papeles importantes en los DSD. La biosíntesis fetal de andrógenos 11-oxigenados puede coincidir con las etapas clave de la producción de cortisol: en las semanas 8-9, 13-24, y de la 31 en adelante. En estas etapas, el deterioro de la actividad de CYP17A1 y CYP21A2 conduce a un aumento de ACTH debido a la deficiencia de cortisol y a la acumulación de sustratos para CYP11B1 en las vías a andrógenos 11-oxigenados y podría causar un desarrollo fetal femenino anormal (virilización).

### Hiperplasia prostática benigna y prostatitis
Se sabe que los andrógenos desempeñan un papel crucial en las afecciones relacionadas con la próstata, como la hiperplasia prostática benigna (HPB), la prostatitis crónica/síndrome de dolor pélvico crónico (CP/CPPS) y el cáncer de próstata. En la HPB, se ha identificado que los esteroides C21 11-oxigenados (pregnanos) son precursores de los andrógenos. En concreto, esteroides como la 11β-hidroxiprogesterona (11OHP4) y la 11-cetoprogesterona (11KP4) pueden convertirse en 11-cetodihidrotestosterona (11KDHT), una forma 11-oxo de DHT con la misma potencia. Estos precursores también se han detectado en muestras de biopsias de tejidos de pacientes con HBP, así como en sus niveles séricos. La relación entre los niveles séricos de esteroides y la CP/CPPS sugiere que las deficiencias en la enzima CYP21A2 pueden contribuir al desarrollo de esta afección. La hiperplasia suprarrenal congénita no clásica (HSC) resultante de la deficiencia de CYP21A2 se considera normalmente asintomática en los hombres. Sin embargo, la HSC no clásica podría ser una comorbilidad asociada al CP/CPPS.

### Cáncer de próstata
La vía secundaria a la DHT desempeña un papel en el desarrollo de cánceres sensibles a los andrógenos, como el cáncer de próstata. En algunos casos, se ha descubierto que las células tumorales poseen niveles más elevados de enzimas implicadas en esta vía, lo que se traduce en una mayor producción de DHT.
La terapia de privación androgénica (TPA) es un tratamiento común para el cáncer de próstata, que implica la reducción de los niveles de andrógenos, específicamente T y DHT, en el cuerpo. Este tratamiento se realiza mediante el uso de medicamentos que tienen como objetivo bloquear la producción o la acción de estas hormonas. Aunque la ADT puede ser eficaz para frenar el crecimiento del cáncer de próstata, también tiene varios inconvenientes, uno de los cuales es el potencial de aumento de la producción de P4 y la activación de la vía secundaria de la biosíntesis de DHT, en la que la P4 sirve de sustrato. Normalmente, esta vía no es muy activa en varones adultos sanos, ya que la mayor parte de la DHT se produce a través de la vía clásica, que implica la conversión directa de T en DHT por una de las isozimas SRD5A. Sin embargo, cuando los niveles de T se reducen a través de ADT, el cuerpo puede compensar mediante el aumento de la producción de P4, que puede servir como sustrato para la vía de puerta trasera. Uno de los principales inconvenientes de este aumento de la producción de P4 es el aumento de los niveles de DHT, que estimula el crecimiento de las células cancerosas de la próstata. Este aumento de la producción de P4 y DHT puede hacer que el cáncer se vuelva resistente a la ADT y continúe creciendo y extendiéndose. Además, el aumento de los niveles de P4 también puede causar efectos secundarios como aumento de peso, fatiga y cambios de humor (cambios extremos o rápidos del estado de ánimo).
En el cáncer de próstata, la eliminación de la T testicular mediante la castración (extirpación quirúrgica o química o inactivación de los testículos) ayuda a eliminar los efectos promotores del crecimiento de los andrógenos. Sin embargo, en algunos casos, los tumores metastásicos pueden convertirse en cáncer de próstata resistente a la castración (CPRC). Mientras que la castración reduce los niveles séricos de T en un 90-95%, sólo disminuye la DHT en la glándula prostática en un 50%. Esta diferencia entre la magnitud de los niveles de andrógenos confirma que la próstata tiene enzimas capaces de producir DHT incluso sin T testicular. Además de la producción de DHT dentro de la próstata, los investigadores descubrieron que los andrógenos 11-oxigenados desempeñan un papel en el mantenimiento de los niveles totales del pool de andrógenos circulantes, que son relevantes para las cantidades de andrógenos clínicamente significativas en el organismo. Estos andrógenos 11-oxigenados contribuyen en gran medida a reactivar la señalización androgénica en pacientes con CPRC.Los andrógenos 11-oxigenados constituyen alrededor del 60% del conjunto total de andrógenos activos en estos pacientes. A diferencia de la T o la DHT, estos niveles de andrógenos 11-oxigenados no se ven afectados por la terapia de castración.

## Historia
La vía de la puerta trasera de la biosíntesis de DHT fue descubierta a principios de la década del 2000 en los marsupiales y posteriormente confirmada en humanos. Es por eso que la vía de la puerta trasera de la biosíntesis de DHT a partir de 17OHP puede ser llamada vía marsupial.Esta vía también está presente en otros mamíferos, como las ratas, y se estudian en los otros mamíferos como una forma de entender mejor estas vías en humanos.
Los marsupiales y, en particular, los ualabíes tammar (Notamacropus eugenii) son especialmente útiles para estudiar los procesos de diferenciación sexual y desarrollo en el contexto de la biosíntesis de andrógenos, porque la diferenciación sexual en estas especies se produce sólo después del nacimiento, con los testículos que comienzan a formarse dos días después del nacimiento y los ovarios sólo en el octavo día después del nacimiento. Esta característica de diferenciación sexual temprana postnatal permite estudiar la influencia de las hormonas en el organismo desde el inicio del proceso de diferenciación sexual, así como las vías de biosíntesis de estas hormonas. Los wallabíes tammar son particularmente interesantes debido al hecho de que todas estas hormonas, vías, y las formas en que las hormonas afectan a las características corporales y al crecimiento de los diferentes órganos se pueden estudiar cuando el organismo ya ha nacido, a diferencia de lo que ocurre en otros mamíferos como las ratas, donde la diferenciación sexual en un feto se produce dentro de la placenta antes del nacimiento.
El descubrimiento de la vía oculta para la biosíntesis de DHT en las crías de wallaby tammar impulsó la investigación para identificar y caracterizar vías similares en los seres humanos, lo que condujo a una mejor comprensión de la regulación, el metabolismo y la orientación terapéutica de la biosíntesis de andrógenos en la salud humana y las enfermedades relacionadas con la biosíntesis excesiva o insuficiente de andrógenos cuando la vía clásica de andrógenos no podía explicar completamente las afecciones observadas en los pacientes.En las dos décadas siguientes se descubrieron otras vías distintas: las vías que conducen a la síntesis de andrógenos 11-oxigenados.
A continuación se presenta una breve selección de los acontecimientos clave en la historia de la investigación de la vía secundaria de los andrógenos:
- En 2000, Shaw et al.[9]demostraron que el 3α-diol circulante media el desarrollo de la próstata en las crías de wallaby tammar mediante su conversión a DHT en los tejidos diana.[16]Las crías de wallaby tammar no muestran niveles circulantes sexualmente dimórficos de T y DHT durante el desarrollo de la próstata, lo que sugiere que fue otro mecanismo de androgenización el responsable.[94][96] Aunque la afinidad de unión del 3α-diol al receptor androgénico es cinco órdenes de magnitud inferior a la de la DHT (el 3α-diol se describe generalmente como inactivo para el receptor androgénico), se sabía que el 3α-diol puede oxidarse de nuevo a DHT mediante la acción de una serie de deshidrogenasas.[97][98][99]
- En 2003, Wilson et al.[90]demostraron que la expresión de 5α-reductasa en los tejidos diana permitía una nueva vía de 17OHP a 3α-diol sin T o A4 como intermediario.[90]
- En 2004, Mahendroo et al.[10] demostraron que en los testículos de ratón funciona una nueva vía superpuesta, generalizando lo que se había demostrado en el canguro hormiguero.[16][99][100][101]
- El término "vía de la puerta trasera" fue acuñado por Auchus en 2004[29]y se describió como la 5α-reducción de la 17α-hidroxiprogesterona (17OHP), que es un primer paso en una vía que en última instancia conduce a la producción de dihidrotestosterona (DHT). y se definió como una ruta hacia la DHT que: (1) evita los intermediarios convencionales androstenediona (A4) y T; (2) implica 5α-reducción de C21 pregnanos a C19 androstanos; y (3) implica la 3α-oxidación de 3α-diol a DHT.[102] La vía de la puerta trasera explica cómo se producen andrógenos en determinadas condiciones normales y patológicas en humanos cuando la vía androgénica clásica no puede explicar completamente las consecuencias observadas.[5][103][104]
- La relevancia clínica de los resultados publicados por Auchus en 2004 se demostró por primera vez en 2012 cuando Kamrath et al.[17] atribuyeron los metabolitos urinarios a la vía de la puerta trasera de los andrógenos de 17OHP a DHT en pacientes con deficiencia de la enzima esteroide 21-hidroxilasa (codificada por el gen CYP21A2).[105][106][107]
- Barnard et al.[5] en 2017 demostraron vías metabólicas de esteroides C21 a 11KDHT que eluden A4 y T, un aspecto que es similar al de la vía de puerta trasera a DHT. Estas vías recién descubiertas a andrógenos 11-oxigenados también se describieron como vías de "puerta trasera" debido a esta similitud, y se caracterizaron más en estudios posteriores.[108][55][3]